# Тед Стрікленд
Тед Стрікленд (англ. Ted Strickland; нар. 4 серпня 1941, Лукасвілл, Огайо) — американський політик, який представляє Демократичну партію. 68-й губернатор штату Огайо з 2007 по 2011 роки.

## Біографія

### Ранні роки, освіта та кар'єра
Тед Стрікленд народився у Лукасвіллі, штат Огайо. Він був одним з дев'яти дітей у родині, його батько був сталеваром. У 1959 році Стрікленд закінчив середню школу, і став першим членом родини, що поступив до коледжу. У 1963 році він отримав ступінь бакалавра мистецтв у галузі історії у Коледжі Есбері, у 1966 році — ступінь магістра мистецтв в Університеті Кентуккі і у 1967 році — ступінь магістра богослов'я у духовній семінарії Есбері. Потім він повернувся до Університету Кентуккі, де у 1980 році отримав ступінь доктора філософії з психологічного консультування.
Після отримання освіти, Стрікленд працював психологом-консультантом у в'язниці Лукасвілла, а потім був адміністратором у методистському дитячому будинку і професором психології в Університеті Шауні.

### Політична кар'єра
У 1976, 1978 і 1980 роках Стрікленд балотувався до Палати представників США, двічі програвши Біллу Харша, а потім Бобу Маківену. На виборах, що відбулися 3 листопада 1992 року, Стрікленд переміг Маківена, набравши 51% голосів проти 49% у суперника.
У 1994 році Стрікленд програв перевибори республіканцеві Френку Кремінсу, але у 1996 році знову повернувся до Палати представників. Стрікленд переобирався ще чотири рази: у 1998, 2000, 2002 і 2004 роках.
У 2006 році Стрікленд балотувався на посаду губернатора штату Огайо. 2 травня 2006 він легко виграв праймеріз, набравши 80% голосів. 7 листопада 2006 Стрікленд виграв загальні вибори у секретаря штату республіканця Кена Блеквелла (60,4% і 36,8% голосів відповідно).
2 листопада 2010 на чергових виборах Стрікленд зазнав поразки від колишнього голови бюджетного комітету Палати представників республіканця Джона Кейсіка. Стрікленд набрав 46,74%, а Кейсік — 49,33% голосів.
Навесні 2012 року Стрікленд став науковим співробітником Інституту політики Гарвардського університету. Він також є членом ради Центру двопартійної політики.

### Особисте життя
У 1987 році Тед Стрікленд одружився з Франсіс Стрікленд (до шлюбу Сміт), освітянкою-психологинею, авторкою широко використовуваного скринінг-тесту для дітей дошкільного віку.